# Élections municipales partielles françaises de 2018
Des élections municipales partielles ont lieu en 2018 en France.

## Bilan
| Partis       | Partis                               | Maires sortants | Maires élus | Évolution     |
| ------------ | ------------------------------------ | --------------- | ----------- | ------------- |
|              | Parti socialiste                     | 3               | 2           | 1             |
|              | Parti communiste français            | 2               | 2           | en stagnation |
|              | Europe Écologie Les Verts            | 0               | 1           | 1             |
|              | Parti radical de gauche              | 0               | 0           | en stagnation |
|              | Parti de gauche                      | 0               | 0           | en stagnation |
|              | Divers gauche                        | 8               | 9           | 1             |
| Total gauche | Total gauche                         | 13              | 14          | 1             |
|              | Front national                       | 0               | 0           | en stagnation |
|              | Mouvement démocrate                  | 0               | 0           | en stagnation |
|              | La République en marche              | 1               | 0           | 1             |
|              | Divers                               | 16              | 25          | 9             |
| Total divers | Total divers                         | 17              | 25          | 8             |
|              | Les Républicains                     | 8               | 4           | 4             |
|              | Divers droite                        | 16              | 14          | 2             |
|              | Union des démocrates et indépendants | 3               | 0           | 3             |
| Total droite | Total droite                         | 27              | 18          | 9             |

## Élections

### Valloire(Savoie)
Maire sortant : Jean-Pierre Rougeaux (Divers)
Contexte : à la suite de la démission de huit conseillers municipaux, il est procédé à une élection municipale partielle intégrale le dimanche 7 janvier 2018 pour élire les 15 membres du conseil municipal et les cinq membres de la communauté de communes Maurienne-Galibier.
|             | Jean-Pierre Rougeaux | SE          | 411   | 53,59  | 12 | 4 |  |  |
|             | Jacques Prat         | SE          | 356   | 46,41  | 3  | 1 |  |  |
|             |                      |             |       |        |    |   |  |  |
| Inscrits    | Inscrits             | Inscrits    | 1 045 | 100,00 |    |   |  |  |
| Abstentions | Abstentions          | Abstentions | 242   | 23,16  |    |   |  |  |
| Votants     | Votants              | Votants     | 803   | 76,84  |    |   |  |  |
| Blancs      | Blancs               | Blancs      | 17    | 2,12   |    |   |  |  |
| Nuls        | Nuls                 | Nuls        | 19    | 2,37   |    |   |  |  |
| Exprimés    | Exprimés             | Exprimés    | 767   | 95,51  |    |   |  |  |

### Osselle-Routelle(Doubs)
Maire sortant : Pierre Dagon-Lartot
Maire élu : Anne Olszak
Contexte : à la suite de la démission du maire Pierre Dagon-Lartot après sa condamnation en justice, et étant donné qu'un conseil municipal se doit d'être au complet pour élire un nouveau maire, il est procédé à une élection municipale partielle complémentaire le dimanche 14 janvier 2018 pour élire 4 nouveaux conseillers municipaux.
|                | Frédéric Lallemand   | Divers         | 206 | 58,36  | 1 |  |  |  |
|                | Sylvain Braun        | Divers         | 205 | 58,07  | 1 |  |  |  |
|                | Jean-Michel Rehn     | Divers         | 204 | 57,79  | 1 |  |  |  |
|                | Sylvette Palys       | Divers         | 203 | 57,51  | 1 |  |  |  |
|                | Bernard Cretin       | Divers         | 147 | 41,64  | 0 |  |  |  |
|                | Béatrice Lorioz      | Divers         | 144 | 40,79  | 0 |  |  |  |
|                | Pascale Mutschler    | Divers         | 142 | 40,23  | 0 |  |  |  |
|                | Christophe Lindeperg | Divers         | 139 | 39,38  | 0 |  |  |  |
|                |                      |                |     |        |   |  |  |  |
| Inscrits       | Inscrits             | Inscrits       | 768 | 100,00 |   |  |  |  |
| Abstentions    | Abstentions          | Abstentions    | 403 | 52,47  |   |  |  |  |
| Votants        | Votants              | Votants        | 365 | 47,53  |   |  |  |  |
| Blancs et nuls | Blancs et nuls       | Blancs et nuls | 12  | 3,29   |   |  |  |  |
| Exprimés       | Exprimés             | Exprimés       | 353 | 96,71  |   |  |  |  |

### Lachapelle-aux-Pots(Oise)
Maire sortant : Nadège Lefebvre (LR)
Contexte : à la suite de la démission de la maire et de deux conseillers municipaux depuis 2015, il est procédé à une élection municipale partielle intégrale qui a lieu le dimanche 21 janvier 2018 pour élire les 19 membres du conseil municipal et les 3 membres de la Communauté de communes du pays de Bray.
|                | Alain Magnoux   | SE             | 406   | 75,32  | 17 | 3 |  |  |
|                | Michèle Fouquet | SE             | 133   | 24,68  | 2  | 0 |  |  |
|                |                 |                |       |        |    |   |  |  |
| Inscrits       | Inscrits        | Inscrits       | 1 107 | 100,00 |    |   |  |  |
| Abstentions    | Abstentions     | Abstentions    | 550   | 49,68  |    |   |  |  |
| Votants        | Votants         | Votants        | 557   | 50,32  |    |   |  |  |
| Blancs et nuls | Blancs et nuls  | Blancs et nuls | 18    | 3,23   |    |   |  |  |
| Exprimés       | Exprimés        | Exprimés       | 539   | 96,77  |    |   |  |  |

### Auterive(Haute-Garonne)
Maire sortant : Jean-Pierre Bastiani, proche de l'UDI.
Contexte : Des élections municipales organisées à la suite de démissions en série au sein de l'ancienne équipe. La ville d'Auterive bascule donc une nouvelle fois : en 2008, la gauche avait mis fin à près de 20 ans de mandats de Jean-Pierre Bastiani, mais divisée en 2014, elle n'avait pas réussi à empêcher l'ancien maire de gagner les élections. Les trois premières années de son mandat ont été marquées par des tensions au sein de son équipe et de multiples démissions.
| Tête de liste                | Tête de liste   | Liste            | Premier tour | Premier tour | Second tour | Second tour | Sièges |  |
| Tête de liste                | Tête de liste   | Liste            | Voix         | %            | Voix        | %           | Sièges |  |
| ---------------------------- | --------------- | ---------------- | ------------ | ------------ | ----------- | ----------- | ------ |  |
|                              | René Azéma      | PS-PCF-EÉLV (UG) | 1 443        | 49,97        | 1 774       | 56,07       | 23     |  |
| Auterive Autrement           |                 |                  | 1 443        | 49,97        | 1 774       | 56,07       | 23     |  |
|                              | Nadine Barre    | DVD-UDI          | 913          | 31,61        | 986         | 31,16       | 4      |  |
| Ensemble, continuons d'agir  |                 |                  | 913          | 31,61        | 986         | 31,16       | 4      |  |
|                              | Joëlle Teissier | DVD              | 532          | 18,42        | 404         | 12,77       | 2      |  |
| Auterive 2018, ville sereine |                 |                  | 532          | 18,42        | 404         | 12,77       | 2      |  |
|                              |                 |                  |              |              |             |             |        |  |
| Inscrits                     | Inscrits        | Inscrits         | 6 990        | 100,00       | 6 988       | 100,00      |        |  |
| Abstentions                  | Abstentions     | Abstentions      | 3 963        | 56,70        | 3 718       | 53,21       |        |  |
| Votants                      | Votants         | Votants          | 3 027        | 43,30        | 3 270       | 46,79       |        |  |
| Blancs                       | Blancs          | Blancs           | 75           | 1,07         | 54          | 0,77        |        |  |
| Nuls                         | Nuls            | Nuls             | 64           | 0,92         | 52          | 0,74        |        |  |
| Exprimés                     | Exprimés        | Exprimés         | 2 888        | 41,32        | 3 164       | 45,28       |        |  |

### Bailleul-Sir-Berthoult(Pas-de-Calais)
Maire sortant : Michel Ziolkowski (LR)
Contexte : Critiqué par son propre camp, le maire Michel Ziolkowski présente sa démission, et est suivi par l'opposition 
|                | Isabelle Deruy | DVD            | 447   | 62,52  | 13 |  |  |  |
|                | Gilles Parenna | DVG            | 268   | 37,48  | 2  |  |  |  |
|                |                |                |       |        |    |  |  |  |
| Inscrits       | Inscrits       | Inscrits       | 1 133 | 100,00 |    |  |  |  |
| Abstentions    | Abstentions    | Abstentions    | 387   | 34,16  |    |  |  |  |
| Votants        | Votants        | Votants        | 746   | 65,84  |    |  |  |  |
| Blancs et nuls | Blancs et nuls | Blancs et nuls | 31    | 4,16   |    |  |  |  |
| Exprimés       | Exprimés       | Exprimés       | 715   | 95,84  |    |  |  |  |

### Bohain-en-Vermandois(Aisne)
Maire sortant : Yann Rojo (DVG)
Contexte : à la suite de sa réélection au poste de député, Jean-Louis Bricout démissionne de son poste de maire, tout en restant conseiller municipal. Son adjoint, Yann Rojo (PCF) lui succède. Jean-Louis Bricout, en désaccord avec la politique menée, démissionne de son poste et est suivi par d'autres élus. Une élection partielle, qui se tient le 28 janvier, a lieu et c'est Yann Rojo qui est réélu.
|                | Yann Rojo      | DVG            | 1 117 | 58,24  | 23 |  |  |  |
|                | Eric Maudens   | DVG            | 801   | 41,76  | 6  |  |  |  |
|                |                |                |       |        |    |  |  |  |
| Inscrits       | Inscrits       | Inscrits       | 3 559 | 100,00 |    |  |  |  |
| Abstentions    | Abstentions    | Abstentions    | 1 509 | 42,40  |    |  |  |  |
| Votants        | Votants        | Votants        | 2 050 | 57,60  |    |  |  |  |
| Blancs et nuls | Blancs et nuls | Blancs et nuls | 132   | 6,44   |    |  |  |  |
| Exprimés       | Exprimés       | Exprimés       | 1 918 | 93,56  |    |  |  |  |

### Cantaron(Alpes-Maritimes)
Maire sortant : Michel Guidi (DVG)
|                | Gérard Branda    | SE             | 451   | 68,43  | 13 | 3 |  |  |
|                | Philippe K’varec | SE             | 208   | 31,57  | 2  | 0 |  |  |
|                |                  |                |       |        |    |   |  |  |
| Inscrits       | Inscrits         | Inscrits       | 1 137 | 100,00 |    |   |  |  |
| Abstentions    | Abstentions      | Abstentions    | 460   | 40,46  |    |   |  |  |
| Votants        | Votants          | Votants        | 677   | 59,54  |    |   |  |  |
| Blancs et nuls | Blancs et nuls   | Blancs et nuls | 18    | 2,66   |    |   |  |  |
| Exprimés       | Exprimés         | Exprimés       | 659   | 97,34  |    |   |  |  |

### Decize(Nièvre)
Maire sortant : Alain Lassus (PS)
Contexte : à la suite de la démission d'Alain Lassus élu à la tête du département, le conseil municipal démissionne.
|                | Justine Guyot  | PS-PCF         | 1 113 | 55,24  | 23 |  |  |  |
|                | Roger Loctor   | Divers-LREM    | 902   | 44,76  | 6  |  |  |  |
|                |                |                |       |        |    |  |  |  |
| Inscrits       | Inscrits       | Inscrits       | 3 848 | 100,00 |    |  |  |  |
| Abstentions    | Abstentions    | Abstentions    | 1 750 | 45,48  |    |  |  |  |
| Votants        | Votants        | Votants        | 2 098 | 54,52  |    |  |  |  |
| Blancs et nuls | Blancs et nuls | Blancs et nuls | 83    | 2,16   |    |  |  |  |
| Exprimés       | Exprimés       | Exprimés       | 2 015 | 52,36  |    |  |  |  |

### Rieulay(Nord)
Maire sortant : Laurent Houllier (PS)
Contexte : à la suite d'une fronde au sein de l'équipe municipale, une élection municipale a lieu.
|                | Marc Delécluse | PCF-PS         | 301   | 51,72  | 12 |  |  |  |
|                | Luc Dupuich    | PS             | 281   | 48,28  | 3  |  |  |  |
|                |                |                |       |        |    |  |  |  |
| Inscrits       | Inscrits       | Inscrits       | 1 077 | 100,00 |    |  |  |  |
| Abstentions    | Abstentions    | Abstentions    | 463   | 42,99  |    |  |  |  |
| Votants        | Votants        | Votants        | 614   | 57,01  |    |  |  |  |
| Blancs et nuls | Blancs et nuls | Blancs et nuls | 32    | 2,97   |    |  |  |  |
| Exprimés       | Exprimés       | Exprimés       | 582   | 54,04  |    |  |  |  |

### Uchaud(Gard)
Maire sortant : Maryan Bonnet
Contexte : Démission du conseil municipal à la suite d'une crise liée au pluralisme de la liste victorieuse.
Trois listes se présentent.
|                | Joffrey Léon     | DVD            | 810   | 52,50  | 21 |  |  |  |
|                | Maryan Bonnet    | Divers         | 600   | 38,89  | 5  |  |  |  |
|                | Stéphanie Pieyre | Divers         | 133   | 8,62   | 1  |  |  |  |
|                |                  |                |       |        |    |  |  |  |
| Inscrits       | Inscrits         | Inscrits       | 3 110 | 100,00 |    |  |  |  |
| Abstentions    | Abstentions      | Abstentions    | 1 505 | 48,39  |    |  |  |  |
| Votants        | Votants          | Votants        | 1 605 | 51,61  |    |  |  |  |
| Blancs et nuls | Blancs et nuls   | Blancs et nuls | 62    | 2,00   |    |  |  |  |
| Exprimés       | Exprimés         | Exprimés       | 1 543 | 49,61  |    |  |  |  |

### Cœur de Causse(Lot)
Maire sortant : Aurélien Pradié (LR)
Maire élu : Chantal Mejecaze
Contexte : à la suite de la démission du maire Aurélien Pradié et de la conseillère municipale Chantal Cazard, une élection municipale partielle complémentaire a lieu le dimanche 18 février 2018 pour élire un nouveau conseiller municipal.
|                | Marie Bergougnoux | SE             | 228 | 73,08  | 1 |  |  |  |
|                | André Serres      | SE             | 84  | 26,92  | 0 |  |  |  |
|                |                   |                |     |        |   |  |  |  |
| Inscrits       | Inscrits          | Inscrits       | 840 | 100,00 |   |  |  |  |
| Abstentions    | Abstentions       | Abstentions    | 498 | 59,29  |   |  |  |  |
| Votants        | Votants           | Votants        | 342 | 40,71  |   |  |  |  |
| Blancs et nuls | Blancs et nuls    | Blancs et nuls | 30  | 8,77   |   |  |  |  |
| Exprimés       | Exprimés          | Exprimés       | 312 | 91,23  |   |  |  |  |

### Saint-Hilaire-des-Loges(Vendée)
Maire sortant : Bernard Bœuf (DVD)
Maire élu : Elisabeth Lebon (DVG)
Contexte : à la suite de la démission de 16 des 19 conseillers municipaux en novembre 2017, une élection municipale partielle intégrale a lieu le dimanche 18 février 2018 pour élire les 19 membres du conseil municipal.
|                | David Cartron  | DVG            | 635   | 70,63  | 17 |  |  |  |
|                | Bernard Bœuf   | DVD            | 264   | 29,37  | 2  |  |  |  |
|                |                |                |       |        |    |  |  |  |
| Inscrits       | Inscrits       | Inscrits       | 1 397 | 100,00 |    |  |  |  |
| Abstentions    | Abstentions    | Abstentions    | 445   | 31,85  |    |  |  |  |
| Votants        | Votants        | Votants        | 952   | 68,15  |    |  |  |  |
| Blancs et nuls | Blancs et nuls | Blancs et nuls | 53    | 5,57   |    |  |  |  |
| Exprimés       | Exprimés       | Exprimés       | 899   | 94,43  |    |  |  |  |

### Barbentane(Bouches-du-Rhône)
Maire sortant : Jean-Louis Ichartel (DVD)
Maire élu : Jean-Christophe Daudet
Contexte : à la suite de la démission du maire et de conseillers municipaux, une élection municipale partielle intégrale a lieu le dimanche 11 mars 2018 pour élire les 27 membres du conseil municipal.
|             | Jean-Christophe Daudet | DVD         | 965   | 52,42  | 21 |  |  |  |
|             | Jean-Pierre Barrois    | DVD         | 876   | 47,58  | 6  |  |  |  |
|             |                        |             |       |        |    |  |  |  |
| Inscrits    | Inscrits               | Inscrits    | 3 264 | 100,00 |    |  |  |  |
| Abstentions | Abstentions            | Abstentions | 1322  | 40,50  |    |  |  |  |
| Votants     | Votants                | Votants     | 1942  | 59,50  |    |  |  |  |
| Blancs      | Blancs                 | Blancs      | 42    | 2,16   |    |  |  |  |
| Nuls        | Nuls                   | Nuls        | 59    | 3,04   |    |  |  |  |
| Exprimés    | Exprimés               | Exprimés    | 1841  | 94,80  |    |  |  |  |

### Laudun-l'Ardoise(Gard)
Maire sortant : Philippe Pécout (LaREM)
Contexte : à la suite d'une crise municipale, une élection municipale partielle intégrale est organisée les dimanches 11 et 18 mars 2018 pour élire les 29 membres du conseil municipal ainsi que les 5 membres de la communauté d'agglomération du Gard rhodanien.
| Tête de liste | Tête de liste          | Liste             | Premier tour | Premier tour | Second tour | Second tour | Sièges | Sièges |
| Tête de liste | Tête de liste          | Liste             | Voix         | %            | Voix        | %           | CM     | CC     |
| ------------- | ---------------------- | ----------------- | ------------ | ------------ | ----------- | ----------- | ------ | ------ |
|               | Yves Cazorla           | SE                | 989          | 41,70        | 1 547       | 61,76       | 24     | 5      |
|               | Jean-Christophe Dauzon | SE                | 550          | 23,19        | 1 547       | 61,76       | 24     | 5      |
|               | Philippe Pécout        | LaREM (apparenté) | 833          | 35,12        | 958         | 38,24       | 5      | 1      |
|               |                        |                   |              |              |             |             |        |        |
| Inscrits      | Inscrits               | Inscrits          | 4 405        | 100,00       | 4 400       | 100,00      |        |        |
| Abstentions   | Abstentions            | Abstentions       | 1 874        | 44,81        | 1 740       | 43,07       |        |        |
| Votants       | Votants                | Votants           | 2 531        | 57,40        | 2 660       | 56,93       |        |        |
| Blancs        | Blancs                 | Blancs            |              |              | 64          | 2,41        |        |        |
| Nuls          | Nuls                   | Nuls              |              |              | 75          | 2,82        |        |        |
| Exprimés      | Exprimés               | Exprimés          |              |              | 2 521       | 94,77       |        |        |

### Chaumes-en-Brie(Seine-et-Marne)
Maire sortant : Jean-Paul Guyonnaud (SE)
Maire élu : François Venanzuola (SE)
Contexte : à la suite de la démission de conseillers municipaux, une élection municipale partielle intégrale a lieu le dimanche 18 mars 2018 pour élire les 23 membres du conseil municipal ainsi que les 4 membres de la communauté de communes Brie des Rivières et Châteaux.
|                | François Venanzuola | SE             | 457   | 51,81  | 18 | 3 |  |  |
|                | Mathieu Arlandis    | SE             | 425   | 48,19  | 5  | 1 |  |  |
|                |                     |                |       |        |    |   |  |  |
| Inscrits       | Inscrits            | Inscrits       | 2 156 | 100,00 |    |   |  |  |
| Abstentions    | Abstentions         | Abstentions    | 1 237 | 57,37  |    |   |  |  |
| Votants        | Votants             | Votants        | 919   | 42,63  |    |   |  |  |
| Blancs et nuls | Blancs et nuls      | Blancs et nuls | 37    | 4,03   |    |   |  |  |
| Exprimés       | Exprimés            | Exprimés       | 882   | 95,97  |    |   |  |  |

### Tigery(Essonne)
Maire sortant : Jean Crosnier (DVG)
Contexte : à la suite de la démission du maire et au conseil municipal incomplet, il est procédé à une élection municipale partielle intégrale qui a lieu le dimanche 18 mars 2018 pour élire les 23 membres du conseil municipal.
|             | Germain Dupont | SE          | 503   | 100,00 | 23 |  |  |  |
|             |                |             |       |        |    |  |  |  |
| Inscrits    | Inscrits       | Inscrits    | 2 371 | 100,00 |    |  |  |  |
| Abstentions | Abstentions    | Abstentions | 1 827 | 77,06  |    |  |  |  |
| Votants     | Votants        | Votants     | 544   | 22,94  |    |  |  |  |
| Blancs      | Blancs         | Blancs      | 21    | 3,86   |    |  |  |  |
| Nuls        | Nuls           | Nuls        | 20    | 3,68   |    |  |  |  |
| Exprimés    | Exprimés       | Exprimés    | 503   | 92,46  |    |  |  |  |

### Fontvieille(Bouches-du-Rhône)
Maire sortant : Guy Frustié (DVD-Union du centre)
Contexte : à la suite de plusieurs démissions au sein du conseil municipal, une nouvelle élection municipale partielle intégrale a lieu les dimanches 18 et 25 mars 2018 pour élire les 27 membres du conseil municipal et les 7 membres de la communauté de communes Vallée des Baux-Alpilles.
| Tête de liste | Tête de liste  | Liste       | Premier tour | Premier tour | Second tour | Second tour | Sièges |  |
| Tête de liste | Tête de liste  | Liste       | Voix         | %            | Voix        | %           | Sièges |  |
| ------------- | -------------- | ----------- | ------------ | ------------ | ----------- | ----------- | ------ |  |
|               | Gérard Garnier | DVD         | 764          | 33,81        | 970         | 40,05       | 19     |  |
|               | Pascal Delon   | Centre      | 789          | 34,91        | 864         | 35,67       | 5      |  |
|               | Jeannine Paur  | Centre      | 707          | 31,28        | 588         | 24,27       | 3      |  |
|               |                |             |              |              |             |             |        |  |
| Inscrits      | Inscrits       | Inscrits    | 3 292        | 100,00       | 3 294       | 100,00      |        |  |
| Abstentions   | Abstentions    | Abstentions | 971          | 29,50        | 836         | 25,38       |        |  |
| Votants       | Votants        | Votants     | 2 321        | 70,50        | 2 458       | 74,62       |        |  |
| Blancs        | Blancs         | Blancs      | 34           | 1,46         | 24          | 0,98        |        |  |
| Nuls          | Nuls           | Nuls        | 27           | 1,16         | 12          | 0,49        |        |  |
| Exprimés      | Exprimés       | Exprimés    | 2 260        | 97,37        | 2 422       | 98,54       |        |  |

### Rigaud(Alpes-Maritimes)
Maire sortant : Jean-Paul Crulli
Contexte : Démission du maire Jean-Paul Trulli et de 4 conseillers municipaux en janvier. L'élection a lieu les dimanches 18 et 25 mars pour élire cinq conseillers municipaux en vue de procéder à l'élection du maire et des adjoints.
| Tête de liste  | Tête de liste        | Liste          | Premier tour | Premier tour | Second tour | Second tour | Sièges |  |
| Tête de liste  | Tête de liste        | Liste          | Voix         | %            | Voix        | %           | Sièges |  |
| -------------- | -------------------- | -------------- | ------------ | ------------ | ----------- | ----------- | ------ |  |
|                | Christophe Buca      | Divers         | 47           | 52,22        | 57          | 48,72       | 1      |  |
|                | Jacques Chalopin     | Divers         | 54           | 60,00        | 69          | 58,97       | 1      |  |
|                | Marc Nasso           | Divers         | 31           | 34,44        | 47          | 40,17       | 1      |  |
|                | Jean-Michel Saunier  | Divers         | 31           | 34,44        | 51          | 43,59       | 1      |  |
|                | Eric Sclafani        | Divers         | 40           | 44,44        | 45          | 38,46       | 1      |  |
|                | Patricia Champoussin | Divers         | 36           | 40,00        | 37          | 31,62       | 0      |  |
|                | Irma Rinaldi         | Divers         | 15           | 16,67        | 17          | 14,53       | 0      |  |
|                |                      |                |              |              |             |             |        |  |
| Inscrits       | Inscrits             | Inscrits       | 242          | 100,00       | 242         | 100,00      |        |  |
| Abstentions    | Abstentions          | Abstentions    | 137          | 56,61        | 123         | 50,83       |        |  |
| Votants        | Votants              | Votants        | 105          | 43,39        | 119         | 49,17       |        |  |
| Blancs et nuls | Blancs et nuls       | Blancs et nuls | 15           | 14,29        | 2           | 1,68        |        |  |
| Exprimés       | Exprimés             | Exprimés       | 90           | 85,71        | 117         | 98,32       |        |  |

### Wiège-Faty(Aisne)
Maire sortant : Hugues Mangot (LR)
Contexte : à la suite de la démission du maire et de plusieurs conseillers municipaux, et étant donné que le conseil municipal est incomplet, une élection municipale partielle complémentaire a lieu les dimanches 18 et 25 mars 2018 pour désigner dix conseillers municipaux.
| Tête de liste  | Tête de liste            | Liste          | Premier tour | Premier tour | Second tour | Second tour | Sièges | Sièges |
| Tête de liste  | Tête de liste            | Liste          | Voix         | Élus         | Voix        | Élus        | CM     |        |
| -------------- | ------------------------ | -------------- | ------------ | ------------ | ----------- | ----------- | ------ | ------ |
|                | Liste de Marc Cotret     | SE             |              | 8            |             | 1           | 9      |        |
|                | Liste de François Lannoy | SE             |              | 0            |             | 1           | 1      |        |
|                |                          |                |              |              |             |             |        |        |
| Inscrits       | Inscrits                 | Inscrits       | 154          | 100,00       | 154         | 100,00      |        |        |
| Abstentions    | Abstentions              | Abstentions    | 50           | 32,47        | 60          | 38,96       |        |        |
| Votants        | Votants                  | Votants        | 104          | 67,53        | 94          | 61,04       |        |        |
| Blancs et nuls | Blancs et nuls           | Blancs et nuls | 9            | 8,65         | 2           | 2,13        |        |        |
| Exprimés       | Exprimés                 | Exprimés       | 95           | 91,35        | 92          | 97,87       |        |        |

### Rinxent(Pas-de-Calais)
Maire sortant : Stéphane Kinoo (PS)
|                | Nicolas Lœuillet | SE             | 681   | 50,59  | 18 |  |  |
|                | Francis Fasquel  | DVG            | 665   | 49,41  | 5  |  |  |
|                |                  |                |       |        |    |  |  |
| Inscrits       | Inscrits         | Inscrits       | 2 238 | 100,00 |    |  |  |
| Abstentions    | Abstentions      | Abstentions    | 835   | 37,31  |    |  |  |
| Votants        | Votants          | Votants        | 1 403 | 62,69  |    |  |  |
| Blancs et nuls | Blancs et nuls   | Blancs et nuls | 57    | 4,06   |    |  |  |
| Exprimés       | Exprimés         | Exprimés       | 1 346 | 95,94  |    |  |  |

### Bagiry(Haute-Garonne)
Conseiller municipal sortant : Marcelle Petit
Contexte : à la suite de la démission du conseiller municipal Marcelle Petit, une élection municipale partielle complémentaire a lieu le dimanche 25 mars 2018.
|                | Jean-François Taillefer | SE             | 39  | 53,42  | 1 |  |  |
|                | Mireille Brendlé        | SE             | 34  | 46,58  | 0 |  |  |
|                |                         |                |     |        |   |  |  |
| Inscrits       | Inscrits                | Inscrits       | 105 | 100,00 |   |  |  |
| Abstentions    | Abstentions             | Abstentions    | 32  | 30,47  |   |  |  |
| Votants        | Votants                 | Votants        | 73  | 69,52  |   |  |  |
| Blancs et nuls | Blancs et nuls          | Blancs et nuls | 0   | 0,00   |   |  |  |
| Exprimés       | Exprimés                | Exprimés       | 73  | 100,00 |   |  |  |

### Saint-Béat(Haute-Garonne)
Maire sortant : Alain Frisoni
Contexte : à la suite des démissions de cinq conseillers municipaux, une élection municipale partielle se tient les 25 mars et 1er avril 2018.
| Tête de liste  | Tête de liste      | Liste          | Premier tour | Premier tour | Second tour | Second tour | Sièges |  |
| Tête de liste  | Tête de liste      | Liste          | Voix         | %            | Voix        | %           | Sièges |  |
| -------------- | ------------------ | -------------- | ------------ | ------------ | ----------- | ----------- | ------ |  |
|                | Guy Martinez       | SE             | 102          | 66,67        |             |             | 1      |  |
|                | Martine Aires      | SE             | 101          | 66,01        |             |             | 1      |  |
|                | Georges Escario    | SE             | 96           | 62,75        |             |             | 1      |  |
|                | Thierry Haein      | SE             | 72           | 47,06        | 95          | 64,19       | 1      |  |
|                | Michèle Brulé      | SE             | 2            | 1,31         | 50          | 33,78       | 1      |  |
|                | Sébastien Trantoul | SE             | 68           | 44,44        | 42          | 28,38       | 0      |  |
|                | Corinne Ridel      | SE             | 50           | 32,68        | 35          | 23,65       | 0      |  |
|                |                    |                |              |              |             |             |        |  |
| Inscrits       | Inscrits           | Inscrits       | 309          | 100,00       | 309         | 100,00      |        |  |
| Abstentions    | Abstentions        | Abstentions    | 153          | 49,51        | 154         | 49,84       |        |  |
| Votants        | Votants            | Votants        | 156          | 50,49        | 155         | 50,16       |        |  |
| Blancs et nuls | Blancs et nuls     | Blancs et nuls | 3            | 1,92         | 7           | 4,52        |        |  |
| Exprimés       | Exprimés           | Exprimés       | 153          | 98,08        | 148         | 95,48       |        |  |

### Leymen(Haut-Rhin)
Maire sortant : Patrick Oser (UDI)
Contexte : à la suite de la démission de neuf conseillers municipaux, une élection municipale partielle intégrale se tient le dimanche 25 mars 2018 pour désigner les 15 membres du conseil municipal et les 3 membres de Saint-Louis Agglomération.
| Tête de liste  | Tête de liste  | Liste          | Premier tour | Premier tour | Sièges | Sièges |  |
| Tête de liste  | Tête de liste  | Liste          | Voix         | %            | CM     | CC     |  |
| -------------- | -------------- | -------------- | ------------ | ------------ | ------ | ------ |  |
|                | Rémy Otmane    | DVD            | 291          | 65,10        | 13     | 2      |  |
|                | Patrick Oser   | UDI            | 156          | 34,90        | 2      | 1      |  |
|                |                |                |              |              |        |        |  |
| Inscrits       | Inscrits       | Inscrits       | 678          | 100          |        |        |  |
| Votants        | Votants        | Votants        | 470          | 69,32        |        |        |  |
| Blancs et nuls | Blancs et nuls | Blancs et nuls | 23           | 4,89         |        |        |  |
| Exprimés       | Exprimés       | Exprimés       | 447          | 95,11        |        |        |  |

### Laissac-Sévérac l'Église(Aveyron)
Maire sortant : Claude Salles (DVD)
Contexte : à la suite du décès du maire, il est procédé à une élection municipale partielle intégrale qui a lieu le dimanche 25 mars 2018 pour élire les 23 membres du conseil municipal.
|                | David Minerva  | DVD            | 718   | 100,00 | 23 |  |  |  |
|                |                |                |       |        |    |  |  |  |
| Inscrits       | Inscrits       | Inscrits       | 1 533 | 100,00 |    |  |  |  |
| Abstentions    | Abstentions    | Abstentions    | 657   | 42,86  |    |  |  |  |
| Votants        | Votants        | Votants        | 876   | 57,14  |    |  |  |  |
| Blancs et nuls | Blancs et nuls | Blancs et nuls | 158   | 18,04  |    |  |  |  |
| Exprimés       | Exprimés       | Exprimés       | 718   | 81,96  |    |  |  |  |

### Villages du Lac de Paladru(Isère)
Maire sortant : Gérard Seigle-Vatte (DVD)
Contexte : à la suite du décès du maire et d'une adjointe, une élection municipale partielle intégrale se tient le dimanche 25 mars 2018 pour désigner les 23 membres du conseil municipal et les deux membres de communauté d'agglomération du Pays voironnais.
| Tête de liste  | Tête de liste  | Liste    | Premier tour | Premier tour | Sièges | Sièges |  |
| Tête de liste  | Tête de liste  | Liste    | Voix         | %            | CM     | CC     |  |
| -------------- | -------------- | -------- | ------------ | ------------ | ------ | ------ |  |
|                | Jean-Paul Bret | DVG      |              | 100,00       | 23     | 2      |  |
|                |                |          |              |              |        |        |  |
| Inscrits       | Inscrits       | Inscrits |              | 100,00       |        |        |  |
| Votants        |                |          |              |              |        |        |  |
| Blancs et nuls |                |          |              |              |        |        |  |
| Exprimés       |                |          |              |              |        |        |  |

### Gerde(Hautes-Pyrénées)
Maire sortant : Marc Decker (DVG)
Contexte : à la suite de la démission de plus d'un tiers de conseillers municipaux depuis mars 2014, il est procédé à une élection municipale partielle intégrale qui a lieu le dimanche 8 avril 2018 pour élire les 15 membres du conseil municipal et les 2 membres de la communauté de communes de la Haute-Bigorre.
|                | Gisèle Dubarry | DVG            | 413 | 65,56  | 13 | 2 |  |  |
|                | Éliane Pambrun | DVG            | 217 | 34,44  | 2  | 0 |  |  |
|                |                |                |     |        |    |   |  |  |
| Inscrits       | Inscrits       | Inscrits       | 973 | 100,00 |    |   |  |  |
| Abstentions    | Abstentions    | Abstentions    | 304 | 31,24  |    |   |  |  |
| Votants        | Votants        | Votants        | 669 | 68,76  |    |   |  |  |
| Blancs et nuls | Blancs et nuls | Blancs et nuls | 39  | 5,83   |    |   |  |  |
| Exprimés       | Exprimés       | Exprimés       | 630 | 94,17  |    |   |  |  |

### Goven(Ille-et-Vilaine)
Maire sortant : Philippe Gourronc (DVG)
Contexte : à la suite de la démission de dix conseillers municipaux, une élection municipale partielle intégrale a lieu les dimanche 8 et 15 avril 2018 pour élire les 27 membres du conseil municipal et les 5 membres de la communauté de communes Vallons de Haute-Bretagne.
| Tête de liste  | Tête de liste     | Liste          | Premier tour | Premier tour | Second tour | Second tour | Sièges | Sièges |
| Tête de liste  | Tête de liste     | Liste          | Voix         | %            | Voix        | %           | CM     | CC     |
| -------------- | ----------------- | -------------- | ------------ | ------------ | ----------- | ----------- | ------ | ------ |
|                | Norbert Saulnier  | DVG            | 744          | 47,15        | 870         | 52,13       | 21     | 4      |
|                | Philippe Gourronc | DVG            | 670          | 42,46        | 799         | 47,87       | 6      | 1      |
|                | Martial Gallard   | DVG            | 164          | 10,39        |             |             | 0      | 0      |
|                |                   |                |              |              |             |             |        |        |
| Inscrits       | Inscrits          | Inscrits       | 3 167        | 100,00       | 3 167       | 100,00      |        |        |
| Abstentions    | Abstentions       | Abstentions    | 1 538        | 48,56        | 1 453       | 45,88       |        |        |
| Votants        | Votants           | Votants        | 1 629        | 51,44        | 1 714       | 54,12       |        |        |
| Blancs et nuls | Blancs et nuls    | Blancs et nuls | 51           | 3,13         | 45          | 2,63        |        |        |
| Exprimés       | Exprimés          | Exprimés       | 1 578        | 96,87        | 1 669       | 97,37       |        |        |

### Saline(Calvados)
Maire sortant : Christophe Lemarchand (DVG)
Contexte : à la suite de la démission du maire, de trois maires adjoints et de dix conseillers municipaux, une élection municipale partielle intégrale a lieu les dimanche 8 et 15 avril 2018 pour élire les 33 membres du conseil municipal et les 2 membres de la communauté urbaine Caen la Mer.
| Tête de liste  | Tête de liste         | Liste          | Premier tour | Premier tour | Second tour | Second tour | Sièges | Sièges |
| Tête de liste  | Tête de liste         | Liste          | Voix         | %            | Voix        | %           | CM     | CC     |
| -------------- | --------------------- | -------------- | ------------ | ------------ | ----------- | ----------- | ------ | ------ |
|                | Christian Le Bas      | DVD            | 835          | 40,24        | 1 160       | 53,16       | 26     | 2      |
|                | Christophe Lemarchand | DVG            | 913          | 44,00        | 1 022       | 46,84       | 7      | 0      |
|                | Gilles Marie          | SE             | 327          | 15,76        |             |             | 0      | 0      |
|                |                       |                |              |              |             |             |        |        |
| Inscrits       | Inscrits              | Inscrits       | 3 942        | 100,00       | 3 942       | 100,00      |        |        |
| Abstentions    | Abstentions           | Abstentions    | 1 824        | 46,27        | 1 715       | 43,51       |        |        |
| Votants        | Votants               | Votants        | 2 118        | 53,73        | 2 227       | 56,49       |        |        |
| Blancs et nuls | Blancs et nuls        | Blancs et nuls | 43           | 2,03         | 45          | 2,02        |        |        |
| Exprimés       | Exprimés              | Exprimés       | 2 075        | 97,97        | 2 182       | 97,98       |        |        |

### Schiltigheim(Bas-Rhin)
Maire sortant : Jean-Marie Kutner (DVD, anciennement UDI)
Contexte : à la suite de la démission de quinze conseillers municipaux, une élection municipale partielle intégrale a lieu les dimanche 8 et 15 avril 2018 pour élire les 39 membres du conseil municipal et les 8 membres de l'Eurométropole de Strasbourg.
| Tête de liste  | Tête de liste            | Liste          | Premier tour | Premier tour | Second tour | Second tour | Sièges | Sièges |
| Tête de liste  | Tête de liste            | Liste          | Voix         | %            | Voix        | %           | CM     | CC     |
| -------------- | ------------------------ | -------------- | ------------ | ------------ | ----------- | ----------- | ------ | ------ |
|                | Danielle Dambach         | ÉCOLO          | 1 293        | 20,41        | 3 510       | 54,50       | 30     | 6      |
|                | Nathalie Jampoc-Bertrand | PS-PCF         | 956          | 15,09        | 3 510       | 54,50       | 30     | 6      |
|                | Christian Ball           | LR             | 2 268        | 35,80        | 2 930       | 45,50       | 9      | 2      |
|                | Jean-Marie Kutner        | DVD            | 1 253        | 19,78        |             |             | 0      | 0      |
|                | Marc Baader              | FI             | 479          | 7,56         |             |             | 0      | 0      |
|                | Annelyse Jacquel         | LO             | 86           | 1,36         |             |             | 0      | 0      |
|                |                          |                |              |              |             |             |        |        |
| Inscrits       | Inscrits                 | Inscrits       | 18 318       | 100,00       | 18 320      | 100,00      |        |        |
| Abstentions    | Abstentions              | Abstentions    | 11 845       | 64,66        | 11 669      | 63,70       |        |        |
| Votants        | Votants                  | Votants        | 6 473        | 35,34        | 6 651       | 36,30       |        |        |
| Blancs et nuls | Blancs et nuls           | Blancs et nuls | 138          | 2,13         | 211         | 3,17        |        |        |
| Exprimés       | Exprimés                 | Exprimés       | 6 335        | 97,87        | 6 440       | 96,83       |        |        |

### Aramon(Gard)
Maire sortant : Michel Pronesti (PCF)
Contexte : à la suite de la démission de plusieurs conseillers municipaux de la majorité et de l'opposition, une élection municipale partielle intégrale a lieu les dimanche 8 et 15 avril 2018 pour élire les 27 membres du conseil municipal et les 7 membres de la communauté de communes du Pont du Gard.
| Tête de liste | Tête de liste    | Liste       | Premier tour | Premier tour | Second tour | Second tour | Sièges | Sièges |
| Tête de liste | Tête de liste    | Liste       | Voix         | %            | Voix        | %           | CM     | CC     |
| ------------- | ---------------- | ----------- | ------------ | ------------ | ----------- | ----------- | ------ | ------ |
|               | Michel Pronesti  | PCF-DVG     | 789          | 41,61        | 1 025       | 53,50       | 21     | 6      |
|               | Pierre Laguerre  | DVD         | 651          | 34,34        | 891         | 46,50       | 6      | 1      |
|               | Jean-Claude Prat | DVG         | 456          | 24,05        |             |             | 0      | 0      |
|               |                  |             |              |              |             |             |        |        |
| Inscrits      | Inscrits         | Inscrits    | 3 454        | 100,00       | 3 454       | 100,00      |        |        |
| Abstentions   | Abstentions      | Abstentions | 1 497        | 43,34        | 1 446       | 41,86       |        |        |
| Votants       | Votants          | Votants     | 1 957        | 56,66        | 2 008       | 58,14       |        |        |
| Blancs        | Blancs           | Blancs      | 44           | 2,25         | 58          | 2,89        |        |        |
| Nuls          | Nuls             | Nuls        | 17           | 0,87         | 34          | 1,69        |        |        |
| Exprimés      | Exprimés         | Exprimés    | 1 896        | 96,88        | 1 916       | 95,42       |        |        |

### Taisnières-sur-Hon(Nord)
Maire sortant : Jean-Paul Legrand (décès)
Contexte : à la suite du décès du maire Jean-Paul Legrand et étant donné que le conseil municipal est incomplet, une élection municipale partielle complémentaire a lieu les dimanches 8 et 15 avril 2018 pour désigner un conseiller municipal.
| Tête de liste  | Tête de liste    | Liste          | Premier tour | Premier tour | Second tour | Second tour | Sièges | Sièges |
| Tête de liste  | Tête de liste    | Liste          | Voix         | %            | Voix        | %           | CM     |        |
| -------------- | ---------------- | -------------- | ------------ | ------------ | ----------- | ----------- | ------ | ------ |
|                | Philippe Debieve | SE             | 130          | 52,42        | 134         | 46,69       | 1      |        |
|                | Romain Dudek     | SE             | 77           | 31,05        | 86          | 29,97       | 0      |        |
|                | Jérôme Bureau    | SE             | 41           | 16,53        | 41          | 14,29       | 0      |        |
|                | Pascal Lefranc   | SE             | 0            | 0,00         | 26          | 9,05        | 0      |        |
|                |                  |                |              |              |             |             |        |        |
| Inscrits       | Inscrits         | Inscrits       | 645          | 100,00       | 645         | 100,00      |        |        |
| Abstentions    | Abstentions      | Abstentions    | 385          | 59,69        | 352         | 54,57       |        |        |
| Votants        | Votants          | Votants        | 260          | 40,31        | 293         | 45,43       |        |        |
| Blancs et nuls | Blancs et nuls   | Blancs et nuls | 12           | 4,62         | 6           | 2,05        |        |        |
| Exprimés       | Exprimés         | Exprimés       | 248          | 95,38        | 287         | 97,95       |        |        |

### Castillon(Alpes-Maritimes)
Maire sortant : Philippe Rion (DVD)
Contexte : à la suite de la démission du maire et de plusieurs de ses colistiers, et étant donné que le conseil municipal est incomplet, une élection municipale partielle complémentaire a lieu les dimanches 8 et 15 avril 2018 pour désigner cinq conseillers municipaux.
| Tête de liste  | Tête de liste            | Liste          | Premier tour | Premier tour | Second tour | Second tour | Sièges | Sièges |
| Tête de liste  | Tête de liste            | Liste          | Voix         | Élus         | Voix        | Élus        | CM     |        |
| -------------- | ------------------------ | -------------- | ------------ | ------------ | ----------- | ----------- | ------ | ------ |
|                | Liste de Paul Mazet      | SE             | 457          | 2            | 338         | 3           | 5      |        |
|                | Liste Castillon Ensemble | SE             | 441          | 0            | 271         | 0           | 0      |        |
|                |                          |                |              |              |             |             |        |        |
| Inscrits       | Inscrits                 | Inscrits       | 292          | 100,00       | 293         | 100,00      |        |        |
| Abstentions    | Abstentions              | Abstentions    | 104          | 35,62        | 85          | 29,01       |        |        |
| Votants        | Votants                  | Votants        | 188          | 64,38        | 208         | 70,99       |        |        |
| Blancs et nuls | Blancs et nuls           | Blancs et nuls | 5            | 2,66         | 3           | 1,44        |        |        |
| Exprimés       | Exprimés                 | Exprimés       | 183          | 97,34        | 205         | 98,56       |        |        |

### Rognes(Bouches-du-Rhône)
Maire sortant : Jean-François Corno (DVD)
Contexte : à la suite de la démission de plusieurs conseillers municipaux, une élection municipale partielle intégrale a lieu les dimanches 8 et 15 avril 2018 pour désigner les 27 membres du conseil municipal et le membre de la métropole d'Aix-Marseille-Provence.
| Tête de liste  | Tête de liste       | Liste          | Premier tour | Premier tour | Second tour | Second tour | Sièges | Sièges |
| Tête de liste  | Tête de liste       | Liste          | Voix         | %            | Voix        | %           | CM     | CC     |
| -------------- | ------------------- | -------------- | ------------ | ------------ | ----------- | ----------- | ------ | ------ |
|                | Jean-François Corno | DVD            | 751          | 37,87        | 975         | 43,98       | 20     | 1      |
|                | Jean-Paul Le Nouvel | DVG            | 755          | 38,07        | 870         | 39,24       | 5      | 0      |
|                | Patrice Ibanez      | SE             | 477          | 24,05        | 372         | 16,78       | 2      | 0      |
|                |                     |                |              |              |             |             |        |        |
| Inscrits       | Inscrits            | Inscrits       | 4 017        | 100,00       | 4 017       | 100,00      |        |        |
| Abstentions    | Abstentions         | Abstentions    | 1 956        | 48,69        | 1 759       | 43,79       |        |        |
| Votants        | Votants             | Votants        | 2 061        | 51,31        | 2 258       | 56,21       |        |        |
| Blancs et nuls | Blancs et nuls      | Blancs et nuls | 78           | 3,78         | 41          | 1,82        |        |        |
| Exprimés       | Exprimés            | Exprimés       | 1 983        | 96,22        | 2 217       | 98,18       |        |        |

### Lesquin(Nord)
Maire sortant : Jean-Marc Ambroziewicz (DVD)
Contexte : à la suite de la démission de 12 conseillers municipaux depuis mars 2014, il est procédé à une élection municipale partielle intégrale qui a lieu le dimanche 15 avril 2018 pour élire les 29 membres du conseil municipal et le membre de la Métropole européenne de Lille.
|                | Jean-Marc Ambroziewicz | DVD         |  | 65,20  | 25 | 1 |  |  |
|                | Dany Wattebled         | UDI         |  |        | 4  | 0 |  |  |
|                | Corinne Oberlé         | DVG         |  |        | 0  | 0 |  |  |
|                |                        |             |  |        |    |   |  |  |
| Inscrits       | Inscrits               | Inscrits    |  | 100,00 |    |   |  |  |
| Abstentions    | Abstentions            | Abstentions |  | 41,40  |    |   |  |  |
| Votants        | Votants                | Votants     |  | 58,60  |    |   |  |  |
| Blancs et nuls |                        |             |  |        |    |   |  |  |
| Exprimés       |                        |             |  |        |    |   |  |  |

### Lizy-sur-Ourcq(Seine-et-Marne)
Maire sortant : Nicolle Conan (LR)
Contexte : à la suite de la démission de plus d'un tiers de conseillers municipaux depuis mars 2014, il est procédé à une élection municipale partielle intégrale qui a lieu le dimanche 15 avril 2018 pour élire les 27 membres du conseil municipal et les 8 membres de la communauté de communes du Pays de l'Ourcq.
|                | Maxence Gille           | SE             | 512   | 71,60  | 24 | 7 |  |  |
|                | Jean-Christophe Piéquet | DVD            | 203   | 28,40  | 3  | 1 |  |  |
|                |                         |                |       |        |    |   |  |  |
| Inscrits       | Inscrits                | Inscrits       | 1 944 | 100,00 |    |   |  |  |
| Abstentions    | Abstentions             | Abstentions    | 1 195 | 61,47  |    |   |  |  |
| Votants        | Votants                 | Votants        | 749   | 38,53  |    |   |  |  |
| Blancs et nuls | Blancs et nuls          | Blancs et nuls | 34    | 4,54   |    |   |  |  |
| Exprimés       | Exprimés                | Exprimés       | 715   | 95,46  |    |   |  |  |

### Beuvry-la-Forêt(Nord)
Maire sortant : Thierry Bridault (DVD)
Contexte : à la suite des démissions du maire et de plusieurs conseillers municipaux, une élection municipale partielle intégrale se tient les dimanche 22 et 29 avril 2018. 23 sièges sont à pourvoir au conseil municipal ainsi qu’un siège de conseiller communautaire à la Communauté de communes Pévèle Carembault. Le maire démissionnaire est réélu,
| Tête de liste  | Tête de liste    | Liste          | Premier tour | Premier tour | Second tour | Second tour | Sièges | Sièges |
| Tête de liste  | Tête de liste    | Liste          | Voix         | %            | Voix        | %           | CM     | CC     |
| -------------- | ---------------- | -------------- | ------------ | ------------ | ----------- | ----------- | ------ | ------ |
|                | Thierry Bridault | DVD            | 619          | 44,02        | 583         | 42,52       | 17     | 1      |
|                | Philippe Ricq    | DVD            | 485          | 34,49        | 519         | 37,86       | 4      | 0      |
|                | Jérôme Bourichon | DVG            | 302          | 21,48        | 269         | 19,62       | 2      | 0      |
|                |                  |                |              |              |             |             |        |        |
| Inscrits       | Inscrits         | Inscrits       | 2 277        | 100,00       | 2 278       | 100,00      |        |        |
| Abstentions    | Abstentions      | Abstentions    | 837          | 36,76        | 887         | 38,94       |        |        |
| Votants        | Votants          | Votants        | 1 440        | 63,24        | 1 391       | 61,06       |        |        |
| Blancs et nuls | Blancs et nuls   | Blancs et nuls | 34           | 2,36         | 20          | 1,44        |        |        |
| Exprimés       | Exprimés         | Exprimés       | 1 406        | 97,64        | 1 371       | 98,56       |        |        |

### Ornans(Doubs)
Maire sortant : Sylvain Ducret (DVD)
Contexte : à la suite de la démission de 13 conseillers municipaux depuis mars 2014, il est procédé à une élection municipale partielle intégrale qui a lieu le dimanche 22 avril 2018 pour élire les 29 membres du conseil municipal ainsi que les 14 conseillers communautaires de la communauté de communes Loue-Lison.
|             | Sylvain Ducret    | DVD         | 942   | 51,48  | 22 | 11 |  |  |
|             | Isabelle Guillame | DVG         | 888   | 48,52  | 7  | 3  |  |  |
|             |                   |             |       |        |    |    |  |  |
| Inscrits    | Inscrits          | Inscrits    | 3 261 | 100,00 |    |    |  |  |
| Abstentions | Abstentions       | Abstentions | 1 373 | 42,11  |    |    |  |  |
| Votants     | Votants           | Votants     | 1 888 | 57,89  |    |    |  |  |
| Blancs      | Blancs            | Blancs      | 11    | 0,58   |    |    |  |  |
| Nuls        | Nuls              | Nuls        | 47    | 2,49   |    |    |  |  |
| Exprimés    | Exprimés          | Exprimés    | 1 830 | 96,93  |    |    |  |  |

### Pajay(Isère)
Maire sortant : Jacqueline Denolly (SE)
Contexte : à la suite de la démission de plus du tiers des conseillers municipaux depuis mars 2014, il est procédé à une élection municipale partielle intégrale qui a lieu le dimanche 22 avril 2018 pour élire les 15 membres du conseil municipal ainsi que le conseiller communautaire de la communauté de communes Bièvre Isère.
|             | Bernard Bajat  | SE          | 263 | 67,09  | 13 | 1 |  |  |
|             | Jean-Paul Léon | SE          | 129 | 32,91  | 2  | 0 |  |  |
|             |                |             |     |        |    |   |  |  |
| Inscrits    | Inscrits       | Inscrits    | 721 | 100,00 |    |   |  |  |
| Abstentions | Abstentions    | Abstentions | 276 | 38,28  |    |   |  |  |
| Votants     | Votants        | Votants     | 445 | 61,72  |    |   |  |  |
| Blancs      | Blancs         | Blancs      | 11  | 2,47   |    |   |  |  |
| Nuls        | Nuls           | Nuls        | 42  | 9,44   |    |   |  |  |
| Exprimés    | Exprimés       | Exprimés    | 392 | 88,09  |    |   |  |  |

### Soubise(Charente-Maritime)
Maire sortant : Robert Chatelier (LR)
Contexte : à la suite du décès du maire, il est procédé à une élection municipale partielle intégrale qui a lieu le dimanche 22 avril 2018 pour élire les 23 membres du conseil municipal ainsi que le conseiller communautaire de la communauté d'agglomération Rochefort Océan.
|                | Jean-Yves Chartois | LR             | 474   | 100,00 | 23 | 1 |  |  |
|                |                    |                |       |        |    |   |  |  |
| Inscrits       | Inscrits           | Inscrits       | 1 499 | 100,00 |    |   |  |  |
| Abstentions    | Abstentions        | Abstentions    | 947   | 63,18  |    |   |  |  |
| Votants        | Votants            | Votants        | 552   | 36,82  |    |   |  |  |
| Blancs et nuls | Blancs et nuls     | Blancs et nuls | 78    | 14,13  |    |   |  |  |
| Exprimés       | Exprimés           | Exprimés       | 474   | 85,87  |    |   |  |  |

### Le Tour-du-Parc(Morbihan)
Maire sortant : François Mousset
Contexte : à la suite de la démission de cinq conseillers municipaux depuis mars 2014, il est procédé à une élection municipale partielle intégrale qui a lieu le dimanche 27 mai 2018 pour élire les 15 membres du conseil municipal.
|                | François Mousset  | SE             | 365   | 50,76  | 12 |  |  |  |
|                | Patricia Ollivier | SE             | 354   | 49,24  | 3  |  |  |  |
|                |                   |                |       |        |    |  |  |  |
| Inscrits       | Inscrits          | Inscrits       | 1 104 | 100,00 |    |  |  |  |
| Abstentions    | Abstentions       | Abstentions    | 385   | 34,87  |    |  |  |  |
| Votants        | Votants           | Votants        | 719   | 65,13  |    |  |  |  |
| Blancs et nuls | Blancs et nuls    | Blancs et nuls | 35    | 4,87   |    |  |  |  |
| Exprimés       | Exprimés          | Exprimés       | 684   | 95,13  |    |  |  |  |

### Brunstatt-Didenheim(Haut-Rhin)
Maire sortante : Bernadette Groff (UDI)
Contexte : à la suite de la démission de 33 conseillers municipaux (dont un maire-délégué et sept des huit adjoints), il est procédé à une élection municipale partielle intégrale qui a lieu les dimanches 27 mai et 3 juin 2018 pour élire les 33 membres du conseil municipal.
| Tête de liste  | Tête de liste    | Liste          | Premier tour | Premier tour | Second tour | Second tour | Sièges | Sièges |
| Tête de liste  | Tête de liste    | Liste          | Voix         | %            | Voix        | %           | CM     | CC     |
| -------------- | ---------------- | -------------- | ------------ | ------------ | ----------- | ----------- | ------ | ------ |
|                | Antoine Viola    | DVD            | 1 074        | 38,28        | 1 104       | 37,61       | 23     | 2      |
|                | Bernadette Groff | UDI            | 905          | 32,25        | 1 002       | 34,14       | 6      | 0      |
|                | Christian Vogt   | DVD            | 827          | 29,47        | 829         | 28,25       | 4      | 0      |
|                |                  |                |              |              |             |             |        |        |
| Inscrits       | Inscrits         | Inscrits       | 6 066        | 100,00       | 6 066       | 100,00      |        |        |
| Abstentions    | Abstentions      | Abstentions    |              |              | 3 077       | 50,73       |        |        |
| Votants        | Votants          | Votants        |              |              | 2 989       | 49,27       |        |        |
| Blancs et nuls | Blancs et nuls   | Blancs et nuls |              |              | 54          | 1,81        |        |        |
| Exprimés       | Exprimés         | Exprimés       | 2 806        |              | 2 935       | 98,19       |        |        |

### Bourbach-le-Bas(Haut-Rhin)
Maire sortante : Delphine Thuet
Contexte :
| Tête de liste  | Tête de liste       | Liste          | Premier tour | Premier tour | Second tour | Second tour | Sièges |  |
| Tête de liste  | Tête de liste       | Liste          | Voix         | %            | Voix        | %           | Sièges |  |
| -------------- | ------------------- | -------------- | ------------ | ------------ | ----------- | ----------- | ------ |  |
|                | Sandrine Jenn       |                | 163          | 50,94        |             |             | 1      |  |
|                | Marie-Laure Ullrich |                | 163          | 50,94        | 1           |             |        |  |
|                | Valentin Colle      |                | 162          | 50,63        | 1           |             |        |  |
|                | Pierre-Marie Kolb   |                | 159          | 49,69        |             |             | 1      |  |
|                | Élisabeth Boeglin   |                | 159          | 49,69        |             |             |        |  |
|                | Émilie Brand        |                | 159          | 49,69        |             |             |        |  |
|                | Sébastien Wolfarth  |                | 157          | 49,06        |             |             | 1      |  |
|                | Denise Gulling      |                | 153          | 47,81        |             |             |        |  |
|                | Philippe Fischer    |                | 143          | 44,69        |             |             |        |  |
|                | Claude Finck        |                | 141          | 44,06        |             |             |        |  |
|                | Serge Gutzwiller    |                | 19           | 5,94         |             |             |        |  |
|                |                     |                |              |              |             |             |        |  |
| Inscrits       | Inscrits            | Inscrits       |              | 100,00       |             | 100,00      |        |  |
| Abstentions    |                     |                |              |              |             |             |        |  |
| Votants        | Votants             | Votants        | 331          |              |             |             |        |  |
| Blancs et nuls | Blancs et nuls      | Blancs et nuls | 11           | 3,32         |             |             |        |  |
| Exprimés       | Exprimés            | Exprimés       | 320          | 96,68        |             |             |        |  |

### Saint-Florent-sur-Auzonnet(Gard)
Maire sortant : Gérard Catanèse (apparenté PCF)
Contexte : à la suite de la démission du maire Gérard Catanèse pour des raisons de santé, le conseil municipal est incomplet et une élection municipale partielle intégrale a lieu les dimanches 3 et 10 juin 2018 pour désigner les 15 conseillers municipaux.
| Tête de liste  | Tête de liste         | Liste          | Premier tour | Premier tour | Second tour | Second tour | Sièges | Sièges |
| Tête de liste  | Tête de liste         | Liste          | Voix         | %            | Voix        | %           | CM     |        |
| -------------- | --------------------- | -------------- | ------------ | ------------ | ----------- | ----------- | ------ | ------ |
|                | Jean-Pierre Beauclair | DVG            | 251          | 43,28        | 271         | 45,70       | 11     |        |
|                | Thierry Bonnefoi      | DVG            | 168          | 28,97        | 161         | 27,15       | 2      |        |
|                | Antoine Sanchez       | DVD            | 161          | 27,76        | 161         | 27,15       | 2      |        |
|                |                       |                |              |              |             |             |        |        |
| Inscrits       | Inscrits              | Inscrits       | 892          | 100,00       | 892         | 100,00      |        |        |
| Abstentions    | Abstentions           | Abstentions    | 296          | 33,18        | 286         | 32,06       |        |        |
| Votants        | Votants               | Votants        | 596          | 66,82        | 606         | 67,94       |        |        |
| Blancs et nuls | Blancs et nuls        | Blancs et nuls | 16           | 2,68         | 13          | 2,15        |        |        |
| Exprimés       | Exprimés              | Exprimés       | 580          | 97,32        | 593         | 97,85       |        |        |

### Coursegoules(Alpes-Maritimes)
Maire sortant : Alain Alziari (décès)
Contexte : à la suite du décès du maire Alain Alziari et à la démission de la conseillère municipale Martine Vallée, il est procédé à une élection municipale partielle complémentaire qui a lieu les dimanches 3 et 10 juin 2018 pour désigner les 2 conseillers municipaux manquants.
| Tête de liste  | Tête de liste        | Liste          | Premier tour | Premier tour | Second tour | Second tour | Sièges | Sièges |
| Tête de liste  | Tête de liste        | Liste          | Voix         | %            | Voix        | %           | CM     |        |
| -------------- | -------------------- | -------------- | ------------ | ------------ | ----------- | ----------- | ------ | ------ |
|                | Jean-François Robles | SE             | 150          | 59,52        |             |             | 1      |        |
|                | Michel Contet        | SE             | 121          | 48,02        | 116         | 52,25       | 1      |        |
|                | Patrick Kermonnach   | SE             | 115          | 45,63        | 107         | 48,20       | 0      |        |
|                | Bastien Burroni      | SE             | 45           | 17,86        | 0           | 0,00        | 0      |        |
|                |                      |                |              |              |             |             |        |        |
| Inscrits       | Inscrits             | Inscrits       | 442          | 100,00       | 442         | 100,00      |        |        |
| Abstentions    | Abstentions          | Abstentions    | 188          | 42,53        | 211         | 47,74       |        |        |
| Votants        | Votants              | Votants        | 254          | 57,47        | 231         | 52,26       |        |        |
| Blancs et nuls | Blancs et nuls       | Blancs et nuls | 2            | 0,79         | 9           | 3,90        |        |        |
| Exprimés       | Exprimés             | Exprimés       | 252          | 99,21        | 222         | 96,10       |        |        |

### Saint-Pierre-des-Fleurs(Eure)
Maire sortant : Gaby Lefebvre (DVG)
Contexte : à la suite de la démission de la maire Gaby Lefebvre et de 10 conseillers municipaux, il est procédé à une élection municipale partielle intégrale qui a lieu le dimanche 10 juin 2018 pour élire les 19 membres du conseil municipal et les 2 membres de la communauté de communes Roumois Seine.
|                | Bruno Germain    | DVG            | 283   | 55,38  | 15 | 2 |  |  |
|                | Patrick Chatrain | DVG            | 228   | 44,62  | 4  | 0 |  |  |
|                |                  |                |       |        |    |   |  |  |
| Inscrits       | Inscrits         | Inscrits       | 1 007 | 100,00 |    |   |  |  |
| Abstentions    | Abstentions      | Abstentions    | 470   | 46,67  |    |   |  |  |
| Votants        | Votants          | Votants        | 537   | 53,33  |    |   |  |  |
| Blancs et nuls | Blancs et nuls   | Blancs et nuls | 26    | 4,84   |    |   |  |  |
| Exprimés       | Exprimés         | Exprimés       | 511   | 95,16  |    |   |  |  |

### Les Mathes(Charente-Maritime)
Maire sortant : Philippe Gadreau (DVD)
Contexte : à la suite de la démission de 13 conseillers municipaux depuis mars 2014, il est procédé à une élection municipale partielle intégrale qui a lieu le dimanche 10 juin 2018 pour élire les 19 membres du conseil municipal.
|                | Marie Bascle     | DVD            | 775   | 64,10  | 16 |  |  |  |
|                | Philippe Gadreau | DVD            | 434   | 35,90  | 3  |  |  |  |
|                |                  |                |       |        |    |  |  |  |
| Inscrits       | Inscrits         | Inscrits       | 1 942 | 100,00 |    |  |  |  |
| Abstentions    | Abstentions      | Abstentions    | 681   | 35,07  |    |  |  |  |
| Votants        | Votants          | Votants        | 1 261 | 64,93  |    |  |  |  |
| Blancs et nuls | Blancs et nuls   | Blancs et nuls | 52    | 4,12   |    |  |  |  |
| Exprimés       | Exprimés         | Exprimés       | 1 209 | 95,88  |    |  |  |  |

### Annezin(Pas-de-Calais)
Maire sortant : Daniel Delomez (DVG)
Contexte : à la suite de la démission de 12 conseillers municipaux,, une élection municipale partielle intégrale a lieu le dimanche 17 juin 2018 pour élire les 29 membres du conseil municipal ainsi que les 2 membres de la communauté d'agglomération de Béthune-Bruay, Artois-Lys Romane.
|                | Daniel Delomez        | DVG            | 1 114 | 58,45  | 23 | 2 |  |  |
|                | Marie-France Deleflie | DVD            | 792   | 41,55  | 6  | 0 |  |  |
|                |                       |                |       |        |    |   |  |  |
| Inscrits       | Inscrits              | Inscrits       | 4 461 | 100,00 |    |   |  |  |
| Abstentions    | Abstentions           | Abstentions    | 2 421 | 54,27  |    |   |  |  |
| Votants        | Votants               | Votants        | 2 040 | 45,73  |    |   |  |  |
| Blancs et nuls | Blancs et nuls        | Blancs et nuls | 134   | 6,57   |    |   |  |  |
| Exprimés       | Exprimés              | Exprimés       | 1 906 | 93,43  |    |   |  |  |

### Retzwiller(Haut-Rhin)
Maire sortant : Gérard Chatonnier (décès)
Contexte : à la suite du décès du maire Gérard Chatonnier et à la démission de 2 conseillers municipaux, le conseil municipal est incomplet et une élection municipale partielle complémentaire a lieu les dimanches 17 et 24 juin 2018 pour désigner les 3 conseillers municipaux.
| Tête de liste  | Tête de liste      | Liste          | Premier tour | Premier tour | Second tour | Second tour | Sièges | Sièges |
| Tête de liste  | Tête de liste      | Liste          | Voix         | %            | Voix        | %           | CM     |        |
| -------------- | ------------------ | -------------- | ------------ | ------------ | ----------- | ----------- | ------ | ------ |
|                | Benjamin Friedrich | SE             | 119          | 50,85        | 121         | 52,16       | 1      |        |
|                | Martine Meiller    | SE             | 122          | 52,13        | 118         | 50,86       | 1      |        |
|                | Annick Rieker      | SE             | 122          | 52,13        | 118         | 50,86       | 1      |        |
|                | Boris Viron        | SE             | 117          | 50,00        | 116         | 50,00       | 0      |        |
|                | Anthony Frey       | SE             | 113          | 48,29        | 109         | 46,98       | 0      |        |
|                | Céline Cybinski    | SE             | 110          | 47,01        | 106         | 45,69       | 0      |        |
|                | Christophe Bauer   | SE             | 0            | 0,00         | 0           | 0,00        | 0      |        |
|                |                    |                |              |              |             |             |        |        |
| Inscrits       | Inscrits           | Inscrits       | 502          | 100,00       | 502         | 100,00      |        |        |
| Abstentions    | Abstentions        | Abstentions    | 265          | 52,79        | 269         | 53,59       |        |        |
| Votants        | Votants            | Votants        | 237          | 47,21        | 233         | 46,41       |        |        |
| Blancs et nuls | Blancs et nuls     | Blancs et nuls | 3            | 1,27         | 1           | 0,43        |        |        |
| Exprimés       | Exprimés           | Exprimés       | 234          | 98,73        | 232         | 99,57       |        |        |

### Lamorlaye(Oise)
Maire sortant : Nicolas Moula (SE)
Contexte : à la suite de l'annulation des précédentes élections municipales de 2017 par le Conseil d'État, il est procédé à une élection municipale partielle intégrale qui a lieu les dimanches 24 juin et 1er juillet 2018 pour élire les 29 membres du conseil municipal.
| Tête de liste  | Tête de liste     | Liste          | Premier tour | Premier tour | Second tour, | Second tour, | Sièges | Sièges |
| Tête de liste  | Tête de liste     | Liste          | Voix         | %            | Voix         | %            | CM     |        |
| -------------- | ----------------- | -------------- | ------------ | ------------ | ------------ | ------------ | ------ | ------ |
|                | Nicolas Moula     | SE-LR          | 1 265        | 46,44        | 1 468        | 55,02        | 23     |        |
|                | Éric Drumont      | UDI            | 895          | 32,86        | 1 200        | 44,98        | 6      |        |
|                | Nicolas Bourgeois | LaREM          | 406          | 14,90        |              |              |        |        |
|                | Daniel Merlin     | DVD            | 151          | 5,41         |              |              |        |        |
|                |                   |                |              |              |              |              |        |        |
| Inscrits       | Inscrits          | Inscrits       | 7 101        | 100,00       | 7 101        | 100,00       |        |        |
| Abstentions    | Abstentions       | Abstentions    | 4 308        | 60,67        | 4 331        | 60,99        |        |        |
| Votants        | Votants           | Votants        | 2 793        | 39,33        | 2 770        | 39,01        |        |        |
| Blancs et nuls | Blancs et nuls    | Blancs et nuls | 69           | 2,47         | 102          | 3,68         |        |        |
| Exprimés       | Exprimés          | Exprimés       | 2 724        | 97,53        | 2 668        | 96,32        |        |        |

### Saint-Jean-de-Fos(Hérault)
Maire sortant : Guy-Charles Aguilar (SE)
Contexte : à la suite de la démission de neuf conseillers municipaux et du non-vote du budget, il est procédé à une élection municipale partielle intégrale qui a lieu les dimanches 24 juin et 1er juillet 2018 pour élire les 19 membres du conseil municipal et les 2 membres de la Communauté de communes Vallée de l'Hérault.
| Tête de liste  | Tête de liste       | Liste          | Premier tour | Premier tour | Second tour | Second tour | Sièges | Sièges |
| Tête de liste  | Tête de liste       | Liste          | Voix         | %            | Voix        | %           | CM     | CC     |
| -------------- | ------------------- | -------------- | ------------ | ------------ | ----------- | ----------- | ------ | ------ |
|                | Thierry Fabre       | SE             | 289          | 33,92        | 388         | 45,06       | 4      | 0      |
|                | Pascal Delieuze     | SE             | 285          | 33,45        | 473         | 54,94       | 15     | 2      |
|                | Guy-Charles Aguilar | SE             | 199          | 23,36        |             |             | 0      | 0      |
|                | Arnauld Carpier     | SE             | 79           | 9,27         |             |             | 0      | 0      |
|                |                     |                |              |              |             |             |        |        |
| Inscrits       | Inscrits            | Inscrits       | 1 382        | 100,00       | 1 381       | 100,00      |        |        |
| Abstentions    | Abstentions         | Abstentions    | 496          | 35,89        | 471         | 34,11       |        |        |
| Votants        | Votants             | Votants        | 886          | 64,11        | 910         | 65,89       |        |        |
| Blancs et nuls | Blancs et nuls      | Blancs et nuls | 34           | 3,84         | 49          | 5,38        |        |        |
| Exprimés       | Exprimés            | Exprimés       | 852          | 96,16        | 861         | 94,62       |        |        |

### Boisset-et-Gaujac(Gard)
Maire sortant : Gérard Reverget (SE)
Contexte : à la suite de la démission de l'ensemble du conseil municipal, une élection municipale partielle intégrale a lieu le dimanche 26 août 2018 pour élire les 23 membres du conseil municipal ainsi que les membres d'Alès Agglomération.
|                | Gérard Reverget | SE       | 426 | 50,47  | 18 |  |  |  |
|                | Norbert Missud  | SE       | 418 | 49,53  | 5  |  |  |  |
|                |                 |          |     |        |    |  |  |  |
| Inscrits       | Inscrits        | Inscrits |     | 100,00 |    |  |  |  |
| Abstentions    |                 |          |     |        |    |  |  |  |
| Votants        |                 |          |     |        |    |  |  |  |
| Blancs et nuls |                 |          |     |        |    |  |  |  |
| Exprimés       | Exprimés        | Exprimés | 844 |        |    |  |  |  |

### Mareil-Marly(Yvelines)
Maire sortant : Brigitte Morvan (DVD)
Contexte : à la suite de l'éclatement de la municipalité et dans un contexte de débat sur la création d'une commune nouvelle avec Saint-Germain-en-Laye, Fourqueux et de l'Étang-la-Ville, des élections municipales sont organisées le 23 septembre 2018.
|                | Dominique Lafon | SE             | 785   | 59,16  | 22 |  |  |  |
|                | Thierry Bettini | SE             | 363   | 27,35  | 4  |  |  |  |
|                | Brigitte Morvan | DVD            | 179   | 13,49  | 1  |  |  |  |
|                |                 |                |       |        |    |  |  |  |
| Inscrits       | Inscrits        | Inscrits       | 2 757 | 100,00 |    |  |  |  |
| Abstentions    | Abstentions     | Abstentions    | 1 414 | 51,29  |    |  |  |  |
| Votants        | Votants         | Votants        | 1 343 | 48,71  |    |  |  |  |
| Blancs et nuls | Blancs et nuls  | Blancs et nuls | 16    | 1,19   |    |  |  |  |
| Exprimés       | Exprimés        | Exprimés       | 1 327 | 98,81  |    |  |  |  |

### Vic-en-Bigorre(Hautes-Pyrénées)
- Maire sortant : Clément Menet (LR)
- À la suite de la démission de nombreux conseillers municipaux de la majorité et de l'opposition, il est procédé à une élection municipale partielle intégrale, qui a lieu les 30 septembre et 7 octobre 2018 pour élire les 29 membres du conseil municipal ainsi que les 15 membres de la communauté de communes Adour Madiran.

| Tête de liste  | Tête de liste   | Liste          | Premier tour | Premier tour | Second tour | Second tour | Sièges | Sièges |
| Tête de liste  | Tête de liste   | Liste          | Voix         | %            | Voix        | %           | CM     | CC     |
| -------------- | --------------- | -------------- | ------------ | ------------ | ----------- | ----------- | ------ | ------ |
|                | Clément Menet   | LR             | 543          | 28,55        | 681         | 33,56       | 20     | 10     |
|                | Jean-Paul Pène  | DVD            | 483          | 25,79        | 575         | 28,34       | 4      | 2      |
|                | Pascal Paul     | DVG            | 468          | 24,99        | 511         | 25,18       | 3      | 2      |
|                | Patrick Heyraud | SE             | 292          | 15,55        | 262         | 12,91       | 2      | 1      |
|                | Eric Barbé      | SE             | 27           | 4,64         |             |             |        |        |
|                |                 |                |              |              |             |             |        |        |
| Inscrits       | Inscrits        | Inscrits       | 3 742        | 100,00       | 3 742       | 100,00      |        |        |
| Abstentions    | Abstentions     | Abstentions    | 1 760        | 47,03        | 1 641       | 43,85       |        |        |
| Votants        | Votants         | Votants        | 1 982        | 52,97        | 2 101       | 56,15       |        |        |
| Blancs et nuls | Blancs et nuls  | Blancs et nuls | 169          | 8,53         | 72          | 3,43        |        |        |
| Exprimés       | Exprimés        | Exprimés       | 1 813        | 91,47        | 2 029       | 96,57       |        |        |

### Bois-le-Roi(Seine-et-Marne)
Maire sortant : Jérôme Mabille (DVD)
Contexte : à la suite de la démission de plus d'un tiers de conseillers municipaux de la majorité et de l'opposition en juillet 2018, il est procédé à une élection municipale partielle intégrale qui a lieu les dimanches 7 et 14 octobre 2018 pour élire les 29 membres du conseil municipal ainsi que les 5 membres de la communauté d'agglomération du Pays de Fontainebleau.
| Tête de liste  | Tête de liste    | Liste          | Premier tour | Premier tour | Second tour | Second tour | Sièges | Sièges |
| Tête de liste  | Tête de liste    | Liste          | Voix         | %            | Voix        | %           | CM     | CC     |
| -------------- | ---------------- | -------------- | ------------ | ------------ | ----------- | ----------- | ------ | ------ |
|                | David Dintilhac  | SE             | 912          | 38,64        | 947         | 40,80       | 21     |        |
|                | Jérôme Mabille   | DVD            | 565          | 23,94        | 550         | 23,70       | 3      |        |
|                | Patrick Gauthier | SE             | 521          | 22,08        | 454         | 19,56       | 3      |        |
|                | Camille Gire     | DVG            | 362          | 15,34        | 370         | 15,94       | 2      |        |
|                |                  |                |              |              |             |             |        |        |
| Inscrits       | Inscrits         | Inscrits       | 5 008        | 100,00       |             | 100,00      |        |        |
| Abstentions    | Abstentions      | Abstentions    | 2 609        | 52,10        |             |             |        |        |
| Votants        | Votants          | Votants        | 2 399        | 47,90        |             |             |        |        |
| Blancs et nuls | Blancs et nuls   | Blancs et nuls | 39           | 1,63         |             |             |        |        |
| Exprimés       | Exprimés         | Exprimés       | 2 360        | 98,37        | 2 321       |             |        |        |

### Brécey(Manche)
Maire sortant : Bernard Tréhet (DVD)
Contexte : à la suite du décès du maire Bernard Tréhet, des élections municipales sont organisées le 19 novembre 2018 afin d'élire les 19 membres du conseil municipal.
|             | Philippe Aubrays | DVD         | 525   | 100,00 | 19 |  |  |  |
|             |                  |             |       |        |    |  |  |  |
| Inscrits    | Inscrits         | Inscrits    | 1 737 | 100,00 |    |  |  |  |
| Abstentions | Abstentions      | Abstentions | 940   | 54,12  |    |  |  |  |
| Votants     | Votants          | Votants     | 797   | 45,88  |    |  |  |  |
| Blancs      | Blancs           | Blancs      | 54    | 6,78   |    |  |  |  |
| Nuls        | Nuls             | Nuls        | 218   | 27,35  |    |  |  |  |
| Exprimés    | Exprimés         | Exprimés    | 525   | 65,87  |    |  |  |  |

### Coignières(Yvelines)
Maire sortant : Jean-Pierre Sevestre (SE)
Contexte : Dans le cadre d'un projet de constitution d'une commune nouvelle entre Coignières et Maurepas, Le conseil municipal refuse ensuite son soutien au maire, qui démissionne en septembre 2018. Des élections municipales sont donc organisées le 25 novembre et éventuellement le 2 décembre 2018 pour élire 27 conseillers municipaux et 2 conseillers de la communauté d'agglomération Saint-Quentin-en-Yvelines.
| Tête de liste  | Tête de liste   | Liste          | Premier tour | Premier tour | Second tour | Second tour | Sièges | Sièges |
| Tête de liste  | Tête de liste   | Liste          | Voix         | %            | Voix        | %           | CM     | CC     |
| -------------- | --------------- | -------------- | ------------ | ------------ | ----------- | ----------- | ------ | ------ |
|                | Didier Fischer  | DVG            | 573          | 48,03        | 725         | 58,56       | 22     |        |
|                | Ali Bouselham   | SE             | 433          | 36,30        | 513         | 41,44       | 5      |        |
|                | David Pennetier | SE             | 186          | 15,59        |             |             |        |        |
|                |                 |                |              |              |             |             |        |        |
| Inscrits       | Inscrits        | Inscrits       | 2 546        | 100,00       | 2 546       | 100,00      |        |        |
| Abstentions    | Abstentions     | Abstentions    | 1 337        | 52,50        | 1 261       | 49,53       |        |        |
| Votants        | Votants         | Votants        | 1 209        | 47,50        | 1 285       | 50,47       |        |        |
| Blancs et nuls | Blancs et nuls  | Blancs et nuls | 16           | 1,32         | 47          | 3,66        |        |        |
| Exprimés       | Exprimés        | Exprimés       | 1 193        | 98,68        | 1 238       | 96,34       |        |        |

### Villemomble(Seine-Saint-Denis)
- Maire sortant : Patrice Calméjane (LR)
- Maire élu ou réélu : Patrice Calméjane (LR)

- Contexte : à la suite de désaccords sur la gestion avec le maire, 15 élus du conseil municipal et trois suivants de liste ont démissionné. Il est donc procédé à une élection municipale partielle intégrale qui a lieu les dimanches 25 novembre et 2 décembre 2018 pour élire les 35 membres du conseil municipal ainsi que les 6 membres de l'EPT Grand Paris - Grand Est.

| Tête de liste  | Tête de liste       | Liste          | Premier tour | Premier tour | Second tour | Second tour | Sièges | Sièges |
| Tête de liste  | Tête de liste       | Liste          | Voix         | %            | Voix        | %           | CM     | CC     |
| -------------- | ------------------- | -------------- | ------------ | ------------ | ----------- | ----------- | ------ | ------ |
|                | Patrice Calméjane   | LR             | 2 572        | 40,81        | 2 762       | 42,83       | 25     |        |
|                | Jean-Michel Bluteau | DVD            | 1 946        | 30,88        | 2 524       | 39,14       | 7      |        |
|                | Marc Daydie         | PS-PCF         | 1 109        | 17,60        | 1 162       | 18,02       | 3      |        |
|                | Alex Boulon         | LaREM          | 437          | 6,93         |             |             |        |        |
|                | Didier Delpeyrou    | EÉLV           | 238          | 3,78         |             |             |        |        |
|                |                     |                |              |              |             |             |        |        |
| Inscrits       | Inscrits            | Inscrits       | 15 611       | 100,00       | 15 608      | 100,00      |        |        |
| Abstentions    | Abstentions         | Abstentions    | 9 186        | 58,84        | 8 983       | 57,55       |        |        |
| Votants        | Votants             | Votants        | 6 425        | 41,16        | 6 625       | 42,45       |        |        |
| Blancs et nuls | Blancs et nuls      | Blancs et nuls | 123          | 1,91         | 177         | 2,67        |        |        |
| Exprimés       | Exprimés            | Exprimés       | 6 302        | 98,09        | 6 448       | 97,33       |        |        |

### Bousbecque(Nord)
- Maire sortant : Alexandre Beeuwsaert (DVD)
- Maire élu ou réélu : Joseph Lefebvre (DVD)

- Contexte : Démission de plus d'un tiers des membres du conseil municipal.

| Tête de liste                             | Tête de liste          | Liste          | Premier tour | Premier tour | Second tour | Second tour | Sièges | Sièges |
| Tête de liste                             | Tête de liste          | Liste          | Voix         | %            | Voix        | %           | CM     | CC     |
| ----------------------------------------- | ---------------------- | -------------- | ------------ | ------------ | ----------- | ----------- | ------ | ------ |
|                                           | Joseph Lefebvre        | DVD            | 585          | 35,67        | 657         | 36,62       | 19     | 1      |
| Avec les Bousbecquois construisons demain |                        |                | 585          | 35,67        | 657         | 36,62       | 19     | 1      |
|                                           | Philippe Descamps      | DVD            | 577          | 35,18        | 646         | 36,01       | 5      | 0      |
| Écouter et agir avec Bousbecque           |                        |                | 577          | 35,18        | 646         | 36,01       | 5      | 0      |
|                                           | Alexandre Beeuwsaert * | DVD            | 478          | 29,14        | 491         | 27,37       | 3      | 0      |
| Ensemble pour mieux vivre Bousbecque      |                        |                | 478          | 29,14        | 491         | 27,37       | 3      | 0      |
|                                           |                        |                |              |              |             |             |        |        |
| Inscrits                                  | Inscrits               | Inscrits       | 3 869        | 100,00       | 3 869       | 100,00      |        |        |
| Abstentions                               | Abstentions            | Abstentions    | 2 190        | 56,61        | 2 042       | 52,78       |        |        |
| Votants                                   | Votants                | Votants        | 1 679        | 43,39        | 1 827       | 47,22       |        |        |
| Blancs et nuls                            | Blancs et nuls         | Blancs et nuls | 39           | 2,32         | 33          | 1,80        |        |        |
| Exprimés                                  | Exprimés               | Exprimés       | 1 640        | 97,68        | 1 794       | 98,19       |        |        |
| * Liste du maire sortant                  |                        |                |              |              |             |             |        |        |